# Sebastián Hurtado de Corcuera
Sebastián Hurtado de Corcuera y Gaviria (Bergüenda, 23 de marzo de 1587 - ?, Tenerife, 12 de agosto de 1660) fue un militar y gobernador colonial español. 
Caballero de la orden de Alcántara, participó en la guerra de Flandes, fue gobernador de Panamá (en aquella época dependiente del virreinato del Perú), gobernador y capitán general de Filipinas, corregidor de Córdoba y capitán general de las islas Canarias, al mismo tiempo que presidente de la Real Audiencia de Canarias.
En 1637  envía una expedición para someter a los pueblos ribereños del lago Lanao en la isla de Mindanao.
Ha sido bajo su mando que el Virreinato de Nueva España perdió Formosa.